# Grim (Harry Potter)
De Grim is een fabeldier uit de populaire boeken over Harry Potter van de Britse schrijfster J.K. Rowling. Het is een grote zwarte hond met vurige ogen, die een wisse dood voorspelt aan eenieder die hem ziet. Dit motief doet (zoals veel vondsten van Rowling) sterk denken aan vergelijkbare wezens uit de wereldmythologie, zoals schimmen-dubbelgangers en banshees. De Grim is tevens de naam uit een Engelse legende waarin de Grim de bewaker van de doden is op een kerkhof.
In het derde boek uit de serie denkt Harry Potter diverse keren dat hij een Grim ziet. Aanvankelijk weet Harry niet van het bestaan van de Grim. Hij ziet slechts een grote, zwarte hond, en maakt zich er niet extreem druk om. Maar na een les Waarzeggerij van Professor Zwamdrift waarin dit wezen behandeld wordt ziet hij het wezen vaker en begint het hem erg nerveus te maken. Uiteindelijk wordt duidelijk dat het niet de Grim is die hij ziet, maar zijn peetvader Sirius Zwarts in diens Faunaat-verschijning.